# Bunyol
|  | Aquest article tracta sobre el municipi valencià. Si cerqueu l'aliment, vegeu «Bunyol (gastronomia)». |

Bunyol (oficialment i en castellà Buñol) és un municipi del País Valencià que es troba a la comarca de la Foia de Bunyol.
El seu terme municipal limita amb els termes municipals de Xiva, Godelleta, Iàtova, Setaigües i Alboraig (a la mateixa comarca), i amb el de Requena (a la Plana d'Utiel).

## Geografia
Ocupa una superfície de 112,4 km² i en 2006 tenia 9.571 habitants. El terme municipal té una forma allargada d'oest a est, amb un angle prominent cap a l'extrem nord. Tota la Foia de Bunyol està formada per serres alineades de NO a SE, tallades per rambles que formen congosts profunds i deixen alguns altiplans aïllats o moles i tossals allargats producte de l'erosió. Les serres més importants del terme són les de Malacara, a l'oest (punt culminant: Nevera, amb 1.118 msnm) i la Serra de la Cabrera al nord-oest, amb quasi 800 metres d'altura. Els vessants meridionals d'estes serres són, òbviament, les de solana, com ocorre amb la Solana de la Cabrera. Al sud-est de la ciutat es troben les terres més baixes en la llera del mateix riu Bunyol (uns 280 metres d'altitud) i en l'extrem oriental del terme es troba el vèrtex geodèsic de Miravalencia, a 442 metres d'altura, el nom de la qual és molt expressiu. El terme municipal de Bunyol es troba travessat pel riu homònim.

## Història

### Prehistòria
Els primers vestigis que coneixem de vida humana en la comarca es remunten fins a uns 50.000 anys aC. Els jaciments prehistòrics més antics són del Paleolític mitjà, en el barranc de Carcalín; del Paleolític superior (fa uns 20.000 anys) en la Cova de las Palomas i en la Cova Turche; del Mesolític (fa uns 10.000 anys), en la Covalta de Ventamina; i de l'Edat del Bronze (fa uns 3.000 anys) en el tossals Mulet i Rotura.
Els ibers van arribar després de l'edat del bronze, tal com demostra la ceràmica trobada en el barranc de Monedi (Covalta); així com restes de murs en el Collado Umán i en la partida de Turche. Potser anomenaren al seu poblat Bullon o Bilió, que significava 'font'.

### Època romana
Durant l'època romana (des de l'any 132 aC 711 de la nostra era) es produí el primer assentament estable, a partir del qual es formaria el poble actual, que rebé el nom de Bullion ('focus d'aigües') o Balneolum ('balneari').
Han aparegut restes en el Partior (teules), en els rius (murs i rajoles), en les Cabrillas (monedes i estàtues) i en Huerta Abajo (una làpida). També sobre la roca del castell va haver-hi inicialment una fortificació romana i és possible que el desaparegut poblat de Mirabonell siga d'origen romà.

### Familia Mercader
Bunyol i tota la seua comarca es va incorporar al Regne de València a mitjan segle xiii, durant la conquesta de València per Jaume I. Entre els que acompanyaven el rei estava el senyor Roderic de Lizana que "va meréixer per raó dels seus molts serveis i gastos, rebre l'endemà de mans del Rei, els Castells i Viles de Bunyol, Monroy i Amacasta" i també "els llocs de Hiatava i Alboraig, amb els hòmens i dones de qualsevol llei i condició, amb els seus termes i pertinences, la donació dels quals va tindre lloc a 27 d'abril de 1238".
Des de juny de 1304 fins a 1415 van constituir, junt amb el senyoriu veí de Xiva, el patrimoni valencià dels Comtes d'Urgell per haver-los recomprat Jaume el Just per al seu fill Alfons casat amb l'hereva d'Urgell, Teresa d'Entença, senyora també de Xiva. L'any 1363 fou presa per Pere el Cruel durant la guerra dels Dos Peres. En 1382, Guillem Ramon de Montcada i de Peralta va pactar amb Pere II d'Urgell la cessió de baronia de Cervelló, juntament amb les viles de Sant Vicenç dels Horts i Piera, a canvi obtingué el domini parcial sobre les baronies de Bunyol, Xiva i Xestalgar. La revolta del comte d'Urgell, arran del compromís de Casp ocassionà l'alçament del castell contra Ferran d'Antequera en 1413, però el castell fou ràpidament tomat. La confiscació del patrimoni de Jaume II d'Urgell feu que el senyoriu de Bunyol passara a mans de la Corona d'Aragó. El rei Alfons el Magnànim el va vendre més tard a Berenguer Mercader, el seu cambrer major. D'esta forma, la família Mercader, una de les més representatives de València, es va vincular a la Foia de Bunyol des de 1425 fins a 1836, any en què el senyoriu va passar definitivament a la Corona.
Amb Felip III, Bunyol i la seua comarca es convertiren en Comtat de Bunyol, el primer comte del qual fon el senyor Gaspar Mercader i Carròs, el 3 de maig de 1604.

### Repoblacions

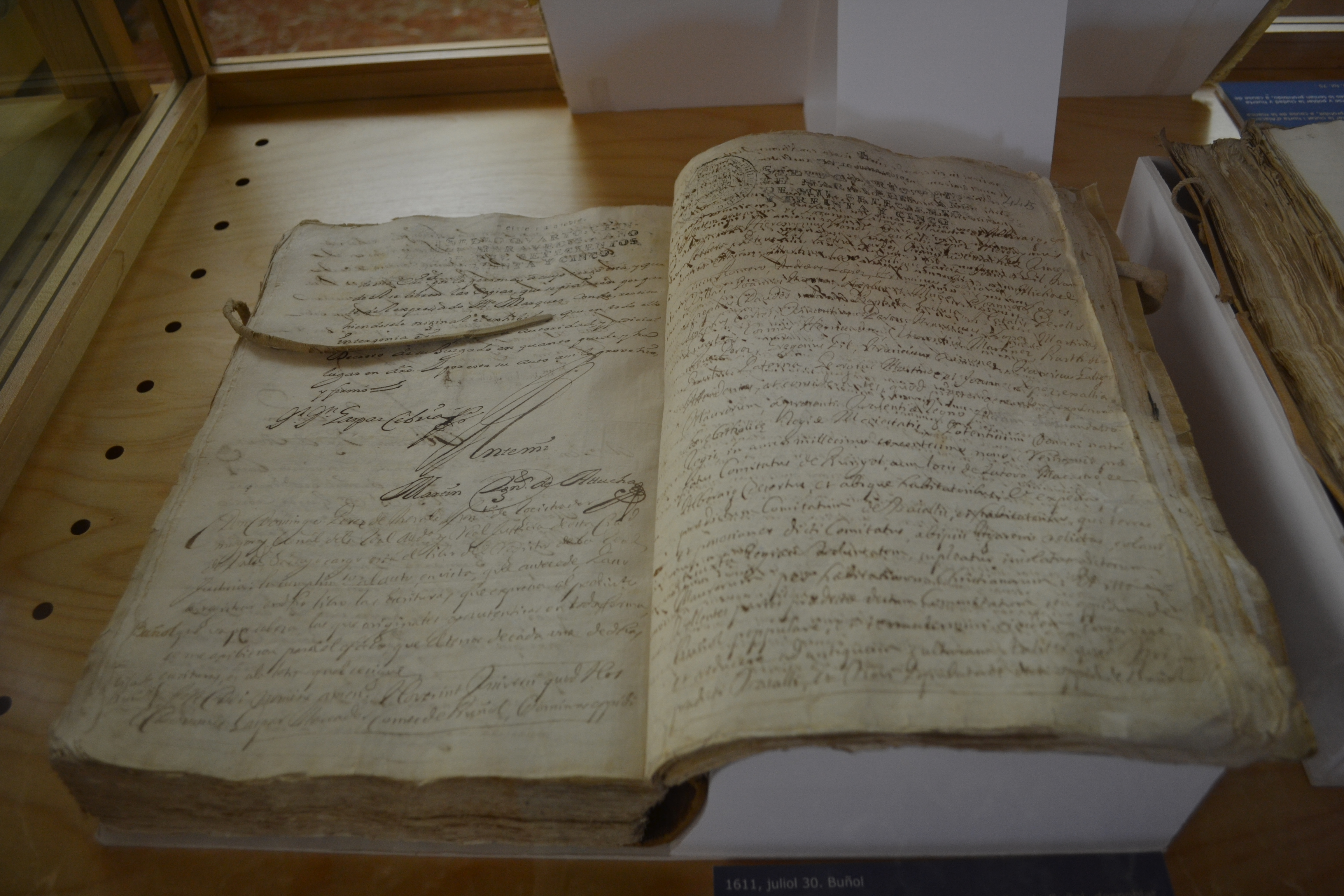
Carta pobla de Bunyol (1611)

Després de la conquesta de Jaume I, la comarca va continuar estant habitada per veïns musulmans, fins a tal punt que els cristians eren minoria (menys del 10%). Per això l'expulsió morisca de 1609 va crear una situació de veritable i autèntica catàstrofe. Moltes aldees van quedar desertes des de llavors per a no tornar a poblar-se mai (entre elles Mirabonell) i Bunyol va quedar quasi deserta.
El comtat de Bunyol va ser repoblat en 1611 amb 81 nous pobladors procedents de Mallorca. A Bunyol 33; i 16 en cada u dels pobles d'Iàtova, Macastre i Alborache. Les repoblacions posteriors serien d'aragonesos, per això tota la Foia parla castellà.

### La corona

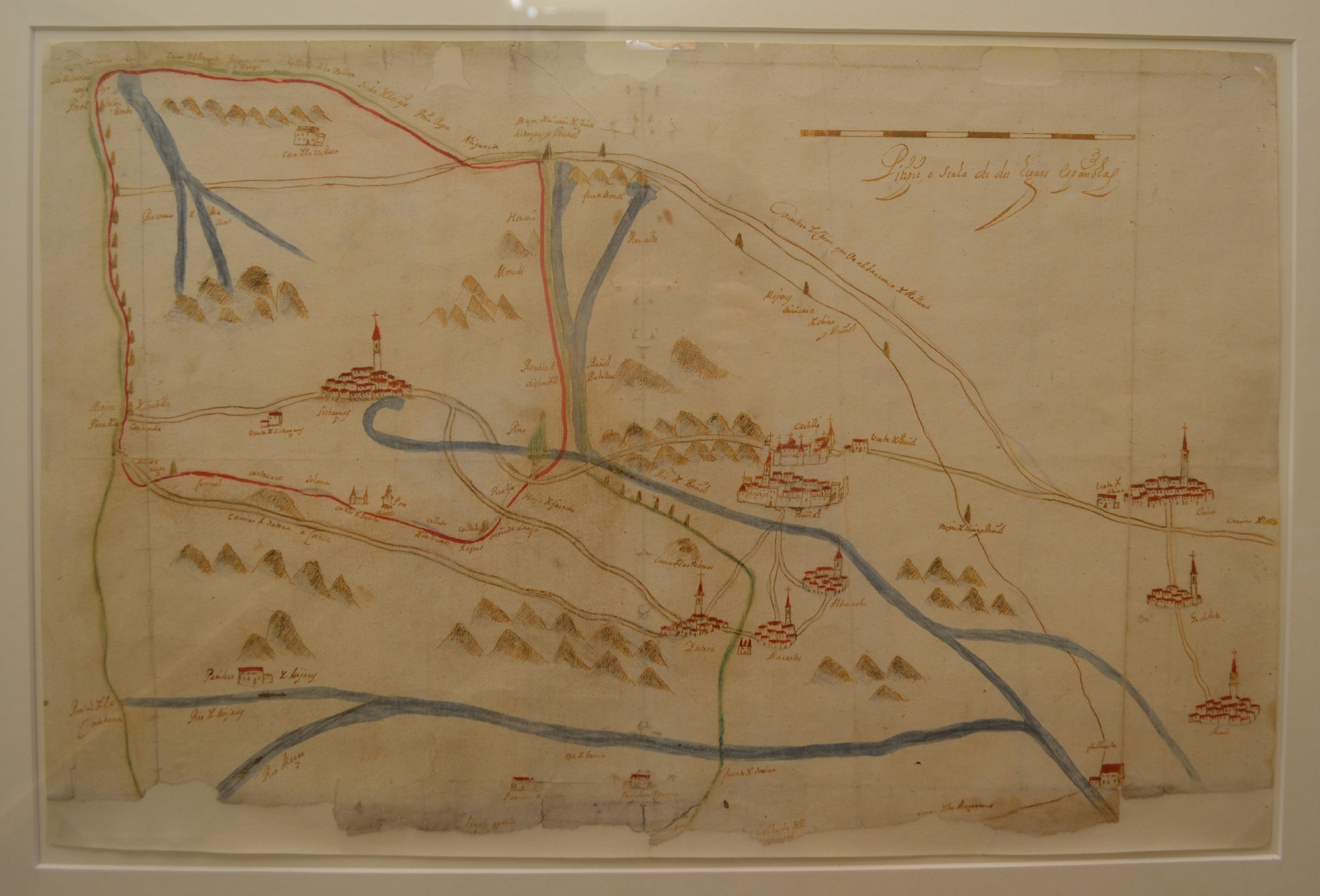
Mapa dels termes municipals de Setaigües, Bunyol, Xiva (Foia de Bunyol) i Macastre (1717)

Amb les Cartes Pueblas es regularien les relacions entre els nous pobladors i els seus senyors, sent la majoria d'elles molt desfavorables als primers. Açò va fer que hi haguera una contínua resistència dels vassalls per al pagament de tributs, amb plets i revoltes antisenyorials; sobretot a partir del segle xviii. Així, en 1797, els veïns del Comtat lluiten per incorporar-se a la corona, donant 12.000 florins al Marqués de Malferit, Comte de Bunyol, encara que els intents anteriors ja havien fracassat (com el de 1761). Vist i revist el procés, "sorollós plet que va durar 39 anys" el ministeri de Gràcia i Justícia expedia la següent resolució el 19 de gener de 1836: "S'hi declara haver lloc a la incorporació de la vila de Bunyol i els llocs d'Iàtova, Alboraiche, Macastre i Setaigües amb la jurisdicció, regalies i drets que va gaudir Malferit... entregant-se-li els 70.588 quinzets i 80 morabatins". Així finalitzava el plet segons el "Memorial Ajustat" i s'incorporava el Comtat a la Corona.

### Segles XIX i XX
La primera part del segle xix es caracteritza per les guerres. Primer contra la invasió francesa i després amb les guerres carlines, ja que Bunyol va estar directamen implicat en els dos conflictes degut a la importància estratègica del port de Las Cabrillas com a accés natural cap a València. Allà es combaté la batalla de Bunyol de 1837, en la qual els carlins derrotaren els liberals de José Creuhet, i amb el castell, utilitzat com a fortalesa i quarter, afectant molt negativament a la seua conservació.
Segons el ministre lliberal Pascual Madoz, en el segle xix Bunyol produïa en l'agricultura blat, ordi, avena, dacsa, seda, raïm, olives, garrofes, panses, llegums, fruites i hortalisses. Tenia bestiar de llana i cabrum i abundant caça (llops, rabosots, llebres, etc.). Quant a la indústria, té l'agrícola (vi, oli, seda...) set fàbriques de paper, sis molins fariners i dos batans, per a batanejar les mantes i un poc de drap bast.
Al final del segle xix es produirà una gran expansió econòmica derivada d'una sèrie de fets: la fi de les guerres carlines (1833-1876); l'abolició dels senyorius (1836); la millora de les vies de comunicació tant pel Camí Reial de las Cabrillas (1847) com per la via fèrria (1887); les innovacions tècniques en l'agricultura; i, sobretot, el definitiu desenvolupament de la indústria, tant de la paperera (la més antiga que ve des de 1700); com de la tèxtil (filats i sedes, després en decadència) fins que aparegueren les cimenteres ja a principis del segle xx (1917). Bunyol es va convertir així en un dels municipis amb més tradició industrial de la província de València i nucli d'uns dels moviments obrers més clàssics i potents, com en el cas del conflicte de COINTEX de 1975-76. La localitat ha tingut des d'aleshores una important tradició sindical i d'esquerres.

## Demografia
| 1990  | 1992  | 1994  | 1996  | 1998  | 2000  | 2002  | 2004  | 2006  | 2007  | 2016  |
| ----- | ----- | ----- | ----- | ----- | ----- | ----- | ----- | ----- | ----- | ----- |
| 9.421 | 9.110 | 9.262 | 9.313 | 9.410 | 9.301 | 9.233 | 9.273 | 9.571 | 9.720 | 9.618 |

## Economia
Predominen els cultius de secà, especialment cereals, vinya, oliveres i garroferes. En els terrenys de regadiu es conreen cereals, tabac, blat de moro i arbres fruiters; es rega amb aigües del riu de Bunyol i de les nombroses fonts, aprofitades mitjançant basses.
Funcionen diverses fàbriques de paper i una de ciment.

## Política i Govern

### Composició de la Corporació Municipal
El Ple de l'Ajuntament està format per 13 regidors. En les eleccions municipals de 26 de maig de 2019 foren elegits 4 regidors del Partit Socialista del País Valencià (PSPV-PSOE), 3 del Partit Popular (PP), 3 d'Esquerra Unida del País Valencià-Seguim Endavant (EUPV-SE), 2 d'Izquierda Alternativa de Buñol (IAB) i 1 de Podem.
| Eleccions municipals de 26 de maig de 2019 - Bunyol |                                     |                                     |                                     |        |          |          |
| Candidatura | Candidatura                         | Candidatura                         | Cap de llista                       | Vots   | Vots     | Regidors |
| | Partit Socialista del País Valencià |                                     | Juncal Carrascosa Alonso            | 1.361  | 25,98%   | 4 (+1)   |
| | Partit Popular                      |                                     | Marcial Díaz Garrigues              | 1.330  | 23,39%   | 3 (-1)   |
| | Esquerra Unida del País Valencià    |                                     | Rafael Pérez Gil                    | 1.183  | 22,58%   | 3 ()     |
| | Izquierda Alternativa de Buñol      |                                     | José Luis Carrascosa García         | 751    | 14,33%   | 2 ()     |
| | Podem                               |                                     | Matilde Mas Montó                   | 376    | 7,18%    | 1 ()     |
| | Altres candidatures                 |                                     |                                     | 172    | 3,28%    | 0        |
| | Vots en blanc                       |                                     |                                     | 66     | 1,26%    |          |
| Total vots vàlids i regidors | Total vots vàlids i regidors        | Total vots vàlids i regidors        | Total vots vàlids i regidors        | 5.239  | 100 %    | 13       |
| | Vots nuls                           | Vots nuls                           | Vots nuls                           | 126    | 2,35%    |          |
| Participació (vots vàlids més nuls) | Participació (vots vàlids més nuls) | Participació (vots vàlids més nuls) | Participació (vots vàlids més nuls) | 5.365  | 72,70%** |          |
| Abstenció | Abstenció                           | Abstenció                           | Abstenció                           | 2.015* | 20,43%** |          |
| Total cens electoral | Total cens electoral                | Total cens electoral                | Total cens electoral                | 7.380* | 100 %**  |          |
| Alcaldessa: Juncal Carrascosa Alonso (PSPV) (15/06/2019) Per majoria absoluta dels vots dels regidors (8 vots: 4 de PSPV, 3 d'EUPV i 1 de Podem.)               |                                     |                                     |                                     |        |          |          |
| Fonts: Junta Electoral de la Zona de Requena. Ministeri de l'Interior. Periòdic Ara. (* No són vots sinó electors. ** Percentatge respecte del cens electoral.) |                                     |                                     |                                     |        |          |          |

El Ple de l'Ajuntament està format per 13 regidors. En les eleccions municipals del 28 de maig de 2023 foren elegits 5 regidors del Partit Popular (PP), 2 d’Esquerra Unida del País Valencià - Podem: Unides per Buñol (EUPV - Podem), 2 d’Izquierda Alternativa de Buñol (IAB), 2 del Partit Socialista del País Valencià (PSOE) i 2 de XBuñol.

### Alcaldes
Des de 2023 l'alcaldessa de Bunyol és Virgina Sanz Ferrús (PP).
| Període     | Alcalde o alcaldessa                      | Partit polític | Data de possessió     | Observacions    |
| ----------- | ----------------------------------------- | -------------- | --------------------- | --------------- |
| 1979–1983   | Ximo Masmano Ibáñez                       | PCE            | 19/04/1979            | --              |
| 1983–1987   | Ximo Masmano Palmer                       | PCE-PCPV       | 28/05/1983            | --              |
| 1987–1991   | Ximo Masmano Palmer                       | IU-UPV         | 30/06/1987            | --              |
| 1991–1995   | Andrés Perelló Rodríguez                  | PSPV-PSOE      | 15/06/1991            | --              |
| 1995–1999   | Ximo Masmano Palmer                       | EU-EV          | 17/06/1995            | --              |
| 1999–2003   | Minerva Gómez Perelló                     | EUPV           | 03/07/1999            | --              |
| 2003–2007   | Emilio Fernando Giraldós Roser            | PSPV-PSOE      | 14/06/2003            | --              |
| 2007–2011   | Emilio Fernando Giraldós Roser            | PSPV-PSOE      | 16/06/2007            | --              |
| 2011–2015   | Ximo Masmano Palmer                       | EUPV           | 11/06/2011            | --              |
| 2015–2019   | Rafael Pérez Gil Juncal Carrascosa Alonso | EUPV PSPV-PSOE | 13/06/2015 23/06/2017 | Pacte de govern |
| 2019-2023   | Juncal Carrascosa Alonso                  | PSPV-PSOE      | 15/06/2019            | --              |
| Des de 2023 | Virginia Sanz Ferrús                      | PP             | 17/06/2023            | --              |

## Monuments
- La Torre de telegrafia òptica de Bunyol és una torre òptica amb fusileres, actualment en estat de ruïna, que es troba en els contraforts de la Serra de la Cabrera, en el Portell de Bunyol, proper a l'autovia A-III.
- Ermita de Sant Lluís Bertran, és un edifici neogòtic de dimensions reduïdes, format per una nau petita amb volta de creueria i un altar.

### Castell de Bunyol

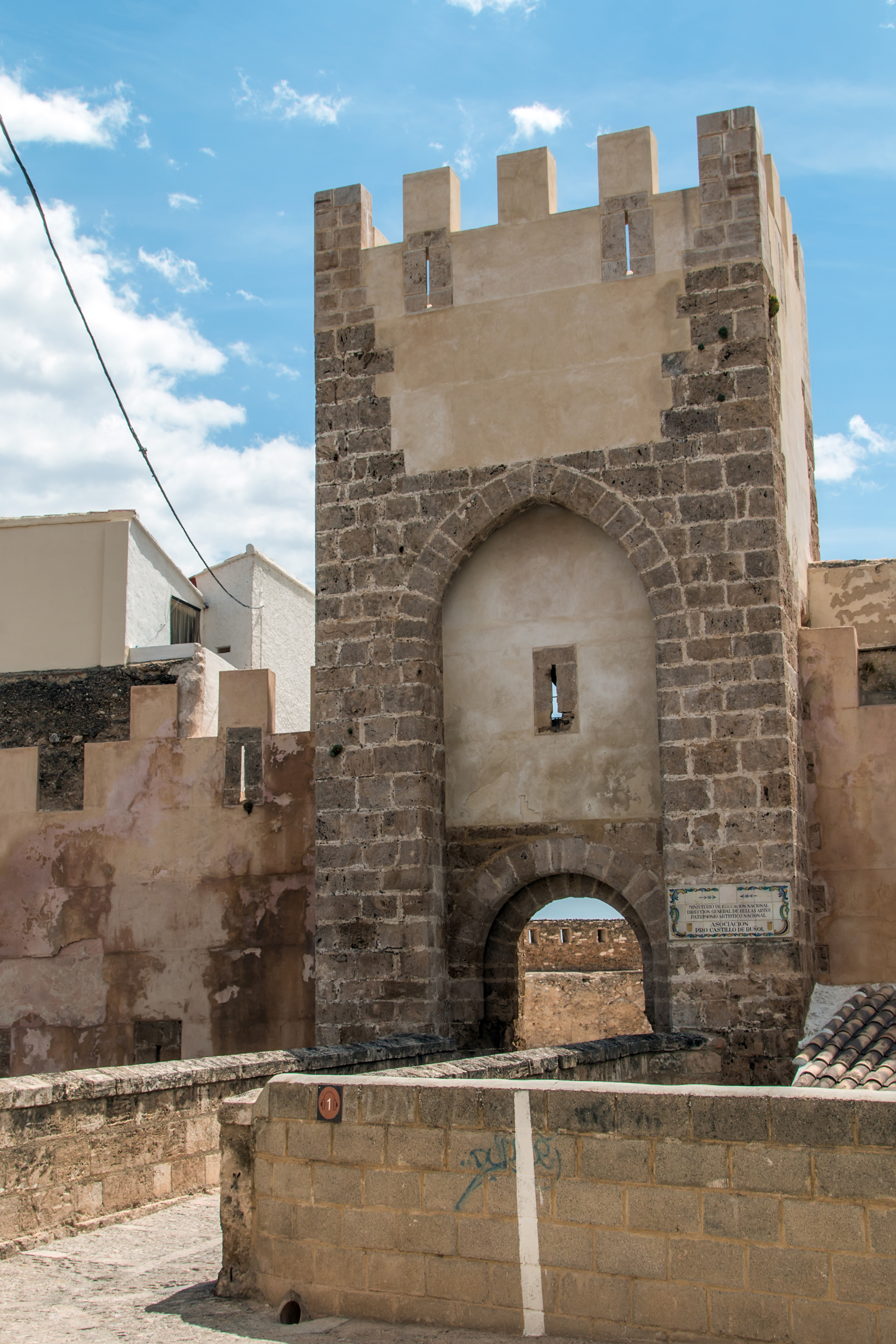
Porta principal del castell de Bunyol

Assentat sobre dos massissos rocosos domina la ciutat i tota la Foia de Bunyol, i s'estén de nord-oest a sud-est ocupant aproximadament 400 m de longitud. La seua importància estratègica es basava en el fet de trobar-se en l'antiga frontera entre Castella i València. La construcció ocupa el centre de la població i està format per dos recintes situats sobre una cresta rocosa entre la fossa del riu de Bunyol i el barranc de Borrunes, separats per fosses artificials que se salven mitjançant ponts defensats per torres que fan la funció de portes. Una primera fossa separa el recinte militar de la zona de les Vendes, des de la qual d'una altra manera podria accedir-se a peu pla. La segona fossa aïlla la zona residencial, reforçant-ne la posició defensiva. El primer recinte és un polígon format per un llenç recte, flanquejat per dues torres en els angles i una torre central d'accés que defén la porta, i una muralla que corona els escarps de la penya. D'eixa manera es defén un espai ampli i pla, l'antiga plaça d'armes, el recinte fortificat de la qual es trobava dotat d'un cos de ronda perforat per sageteres. Actualment eixe espai està ocupat per modests habitatges adossats a les muralles, que emmascaren de manera eficient el caràcter militar del lloc, i que són, en tot cas, posteriors a 1845.
En el centre del castell, es troba la torre de l'homenatge, la més destacada del conjunt, domina el pont i fossa, servint de comunicació al seu través al segon recinte del castell (recinte sud). La forma i disposició del pas és una simple mina perforada en el nucli massís de la torre. A l'única habitació s'accedia per una porta des de les plantes altes del palau gòtic, actualment desaparegudes. El recinte sud alberga les instal·lacions residencials de la fortalesa. Es conserva part del palau gòtic, l'anomenada sala de l'Oscurico, una sala rectangular adossada per un dels seus costats a la cara oest de la torre de l'homenatge. Segons sembla, originàriament estava dividida en dos pisos però hui dia és una sola nau restaurada que alberga exposicions i esdeveniments culturals i l'únic vestigi de l'antiguitat del recinte són els arcs ogivals que el recorren pel seu interior. L'antiga dependència-palau dels comtes és l'estructura de la façana sud, adossada per la capçalera al capdavant oriental de la muralla, actualment en reconstrucció. I l'església del Salvador, que actualment alberga el Museu Arqueològic, hagué de ser construïda com la majoria de les dependències que coneixem, entre la segona meitat del segle xiii i la primera meitat del segle xiv. És una nau amb volta de mig punt, llunetes i dos arcs que la dividixen en tres trams. Els tres edificis flanquegen una plaça grollerament triangular per la qual descendix el carrer del Castell. Eixe recinte sud conserva també algunes cases encara habitades. El carrer del Castell es resol en una escarpada costa que permet l'accés cap al barri antic del poble, el carrer de Mallorquins, després de travessar la porta fortificada denominada 'la Torreta'. És l'accés que la fortalesa té pel costat meridional. Està compost per una escalinata i la torre se situa en la cota més baixa del castell. L'arquitectura del castell és relativament unitària i de bona factura. Combina repetidament els llenços de tapial i de fàbrica de carreus, fet que, unit a les contínues reformes i ocupacions, fa difícil l'ordenació cronològica dels diferents elements i fases constructives. Al mateix temps, el caràcter de residència senyorial, primer, i la intensa ocupació que va ser objecte des de la seua emancipació, han contribuït a mantenir i enriquir la seua sòbria imatge.

## Festes

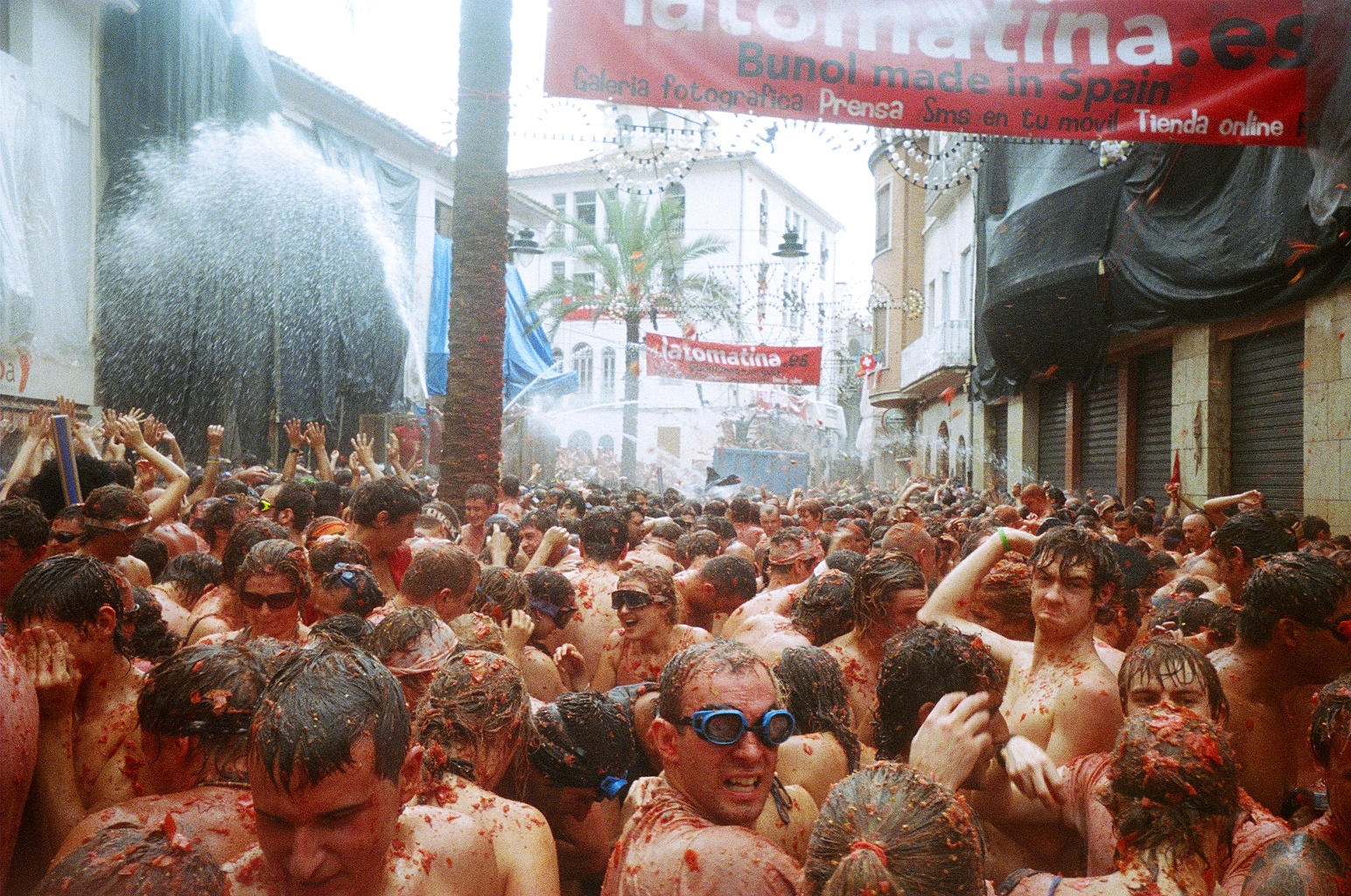
La Tomatina en la seua edició de l'any 2006

- La Tomatina és una gran festa popular en la qual milers de persones s'embullen a tomatades uns contra altres. L'acte té lloc a l'agost, el darrer dimecres, entre les 12 i les 13 hores, en el recinte de la Plaça del Poble. La Tomatina s'ha convertit en l'acte que dona més personalitat a la Fira i Festes de Bunyol, i és una festa de gran projecció nacional i internacional.

- El Mano a Mano musical. Es realitza en l'Auditori de Sant Lluís, amb les dues bandes sinfòniques locals, la Sociedad Musical L'Artística Los feos amb 150 músics, i el Centro Instructivo Musical La Harmónica Los litros, amb uns altres 150 músics, entre els quals hi ha molta rivalitat.

- Nit de Sant Joan. Se celebra en divendres, al voltant del 24 de juny. En el marc d'una multitudinària revetla, en el parc de Borrunes, es tria la Reina de les Festes de Bunyol.

- Fira i Festes de Bunyol. Se celebra l'última setmana d'agost, en honor de Sant Lluis Bertrán i la Verge dels Desemparats, patrons de Bunyol. Durant eixos dies es realitzen multitud d'actes festius, carrera popular, processons, concursos gastronòmics de paelles, mojete, gaspatxos, Festa del Mantón, Festa del Litre, Dies de les Músiques, etc.

- Bienal de Bunyol. L’esdeveniment dona visibilitat al talent local i també fa lloc a exposicions de pintors, muralistes, fotògrafs i ceramistes procedents de diversos indrets. Se celebra cada any al llarg del mes de juliol alternativament els anys parells la Bienal de Música i els imparells la Bienal de les Arts Plàstiques.

- Vive el Castillo. Es tracta d'una iniciativa de la regidoria de Turisme que reunix els artistes i artesans al recinte del Castell de Bunyol, on mostren cada diumenge primer de mes els seus treballs i les seues propostes creatives.

## Persones destacades
- Vicente Lambies Grancha (1886-1969), polític
- Concha Criado Máñez (1898-1990), primera metgessa titular de l'Estat espanyol
- Vicente Furriol Ibáñez, alcalde de Bunyol elegit en 1935 del Front popular

## DANA
El 29 d’octubre de 2024, la localitat de Bunyol va patir danys materials devastadors pel desbordament del riu. Diversos veïns van haver de ser reallotjats a la Sala El Mercat.